# Parlamentswahl in Barbados 2018
Die Parlamentswahl in Barbados 2018 für das House of Assembly, dem Unterhaus des Parlaments von Barbados, fand am 24. Mai 2018 statt und hatte als Ergebnis einen überragenden Sieg der bis dahin oppositionellen Barbados Labour Party (BLP).

## Wahlergebnisse
- BLP: 30

Der Barbados Labour Party (BLP) die von Mia Mottley geführt wurde, gelang es alle 30 Sitze im House of Assembly zu gewinnen und verdrängte die Democratic Labour Party (DLP) des bisherigen Ministerpräsident Freundel Stuart, die das Land seit 2008 regiert hatte. Am 25. Mai 2018 wurde Mia Mottley als neue Premierministerin vereidigt und war damit die erste Frau in Barbados, die dieses Amt übernahm.
Die Wahlen 2018 fanden in einer Phase der langsamen Erholung von der Weltwirtschaftskrise im Jahr 2008 statt. Die DLP verwies in ihren Wahlkampf auf das steigende Wirtschaftswachstum in acht aufeinander folgenden Quartalen. Sie versprach, die Selbstversorgung mit Lebensmitteln bis 2026 auf 50 % zu verbessern. Die BLP kritisierte die Regierung wegen der Steuern und der Lebenshaltungskosten. Sie verpflichtete sich, wieder Devisenreserven aufzubauen, die Steuern zu senken, eine regelmäßige Müllabfuhr zu gewährleisten und mehr Busse für den öffentliche Verkehr bereitzustellen, sowie die Straßen des Landes zu reparieren.
| Partei                | Sitze |
| --------------------- | ----- |
| Barbados Labour Party | 30    |